# Aracati

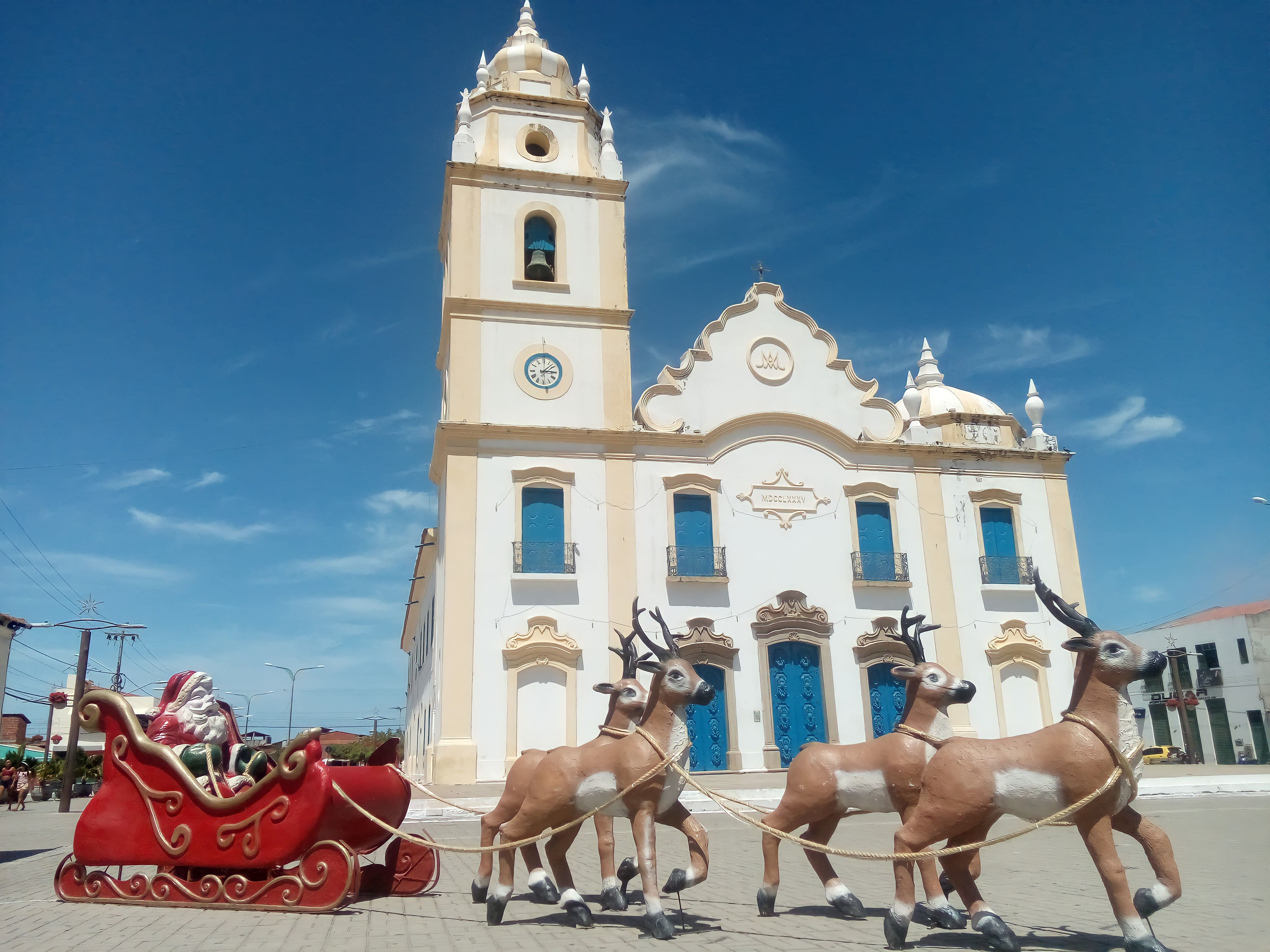
Igreja Matriz Nossa Senhora do Rosário, Natal de 2020.

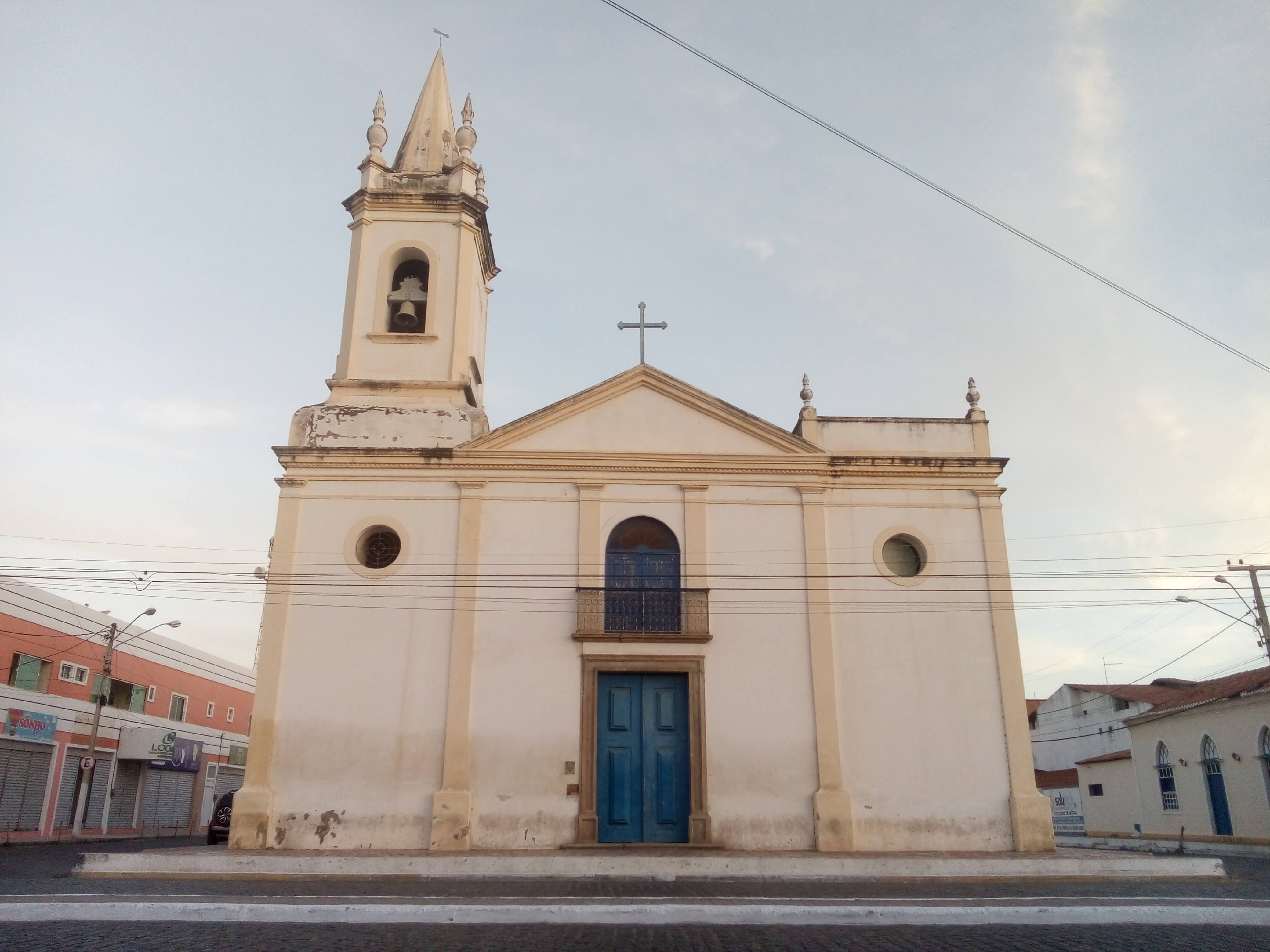
Igreja Nossa Senhora do Rosário.

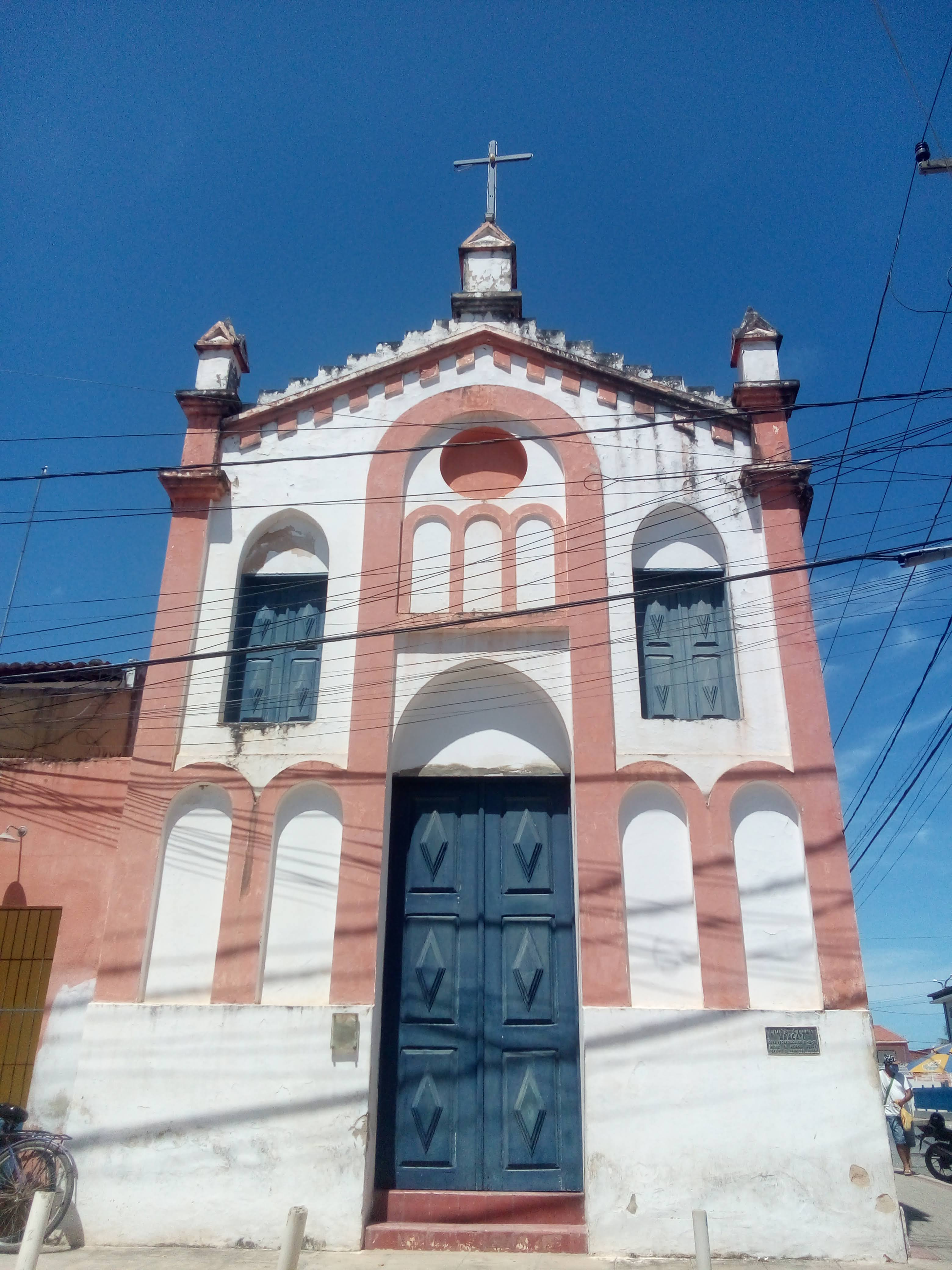
Igreja Bom Jesus dos Navegantes.

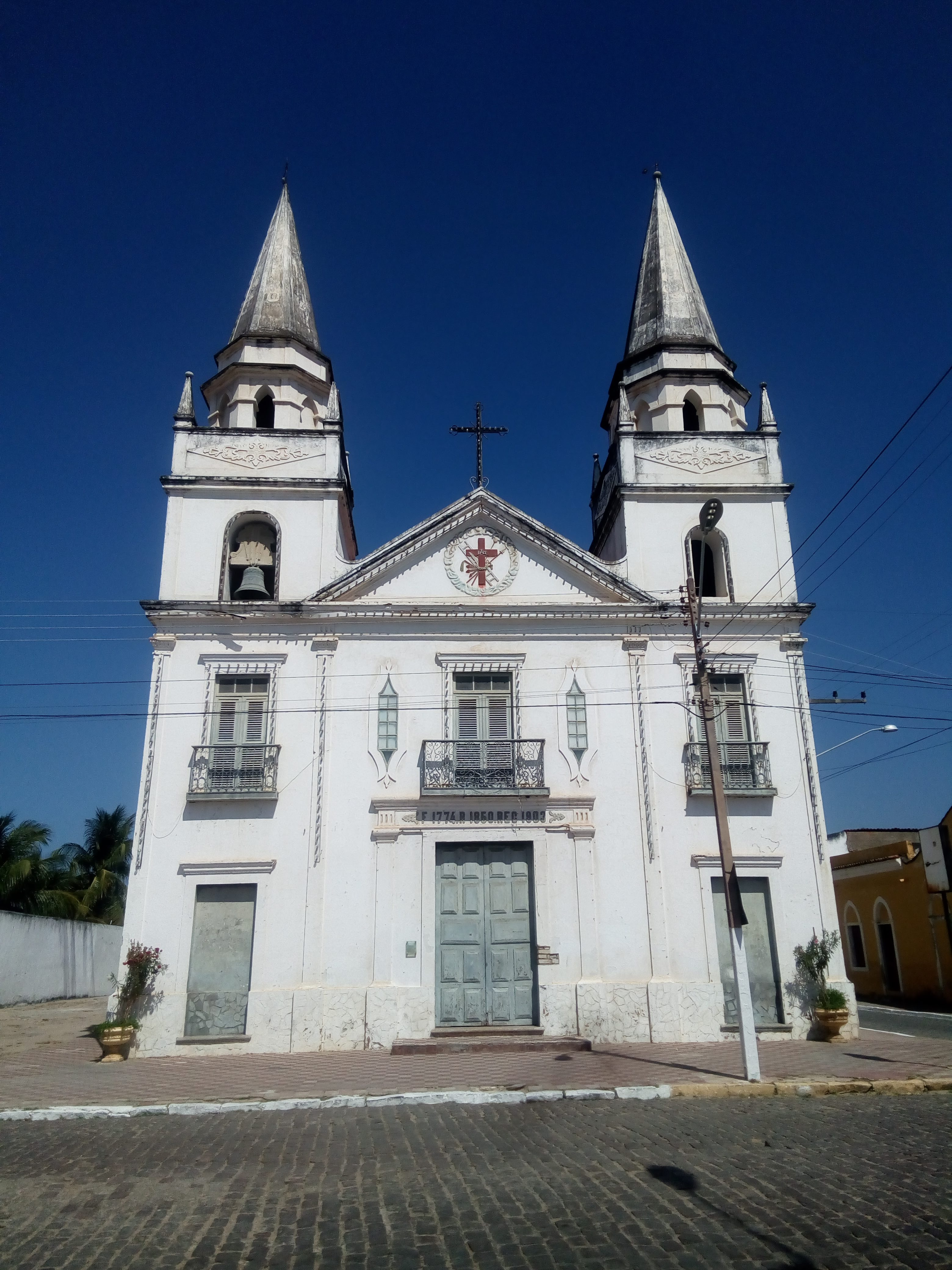
Igreja Nosso Senhor do Bonfim.

Aracati (do tupi-guarani, significando "Terra dos Bons Ventos") é um município do estado do Ceará, no Brasil, fundado em 11 de abril de 1747. Está distante 150 km da capital cearense, Fortaleza. Seu núcleo urbano, sede do município, foi tombado no ano de 2000 como patrimônio nacional pelo Instituto do Patrimônio Histórico e Artístico Nacional (IPHAN). É a terra onde nasceu o revolucionário Eduardo Angelim, o romancista Adolfo Caminha, o bispo Manuel do Rego Medeiros (primeiro bispo cearense), o abolicionista Francisco José do Nascimento (conhecido como "Dragão do Mar"), o ator Emiliano Queiroz e o pianista clássico Jacques Klein. 
Aracati é o município mais populoso do Vale do Jaguaribe e Litoral Leste do Ceará, com 78.758 mil habitantes, segundo estimativa do IBGE 2024. Ocupa atualmente a 19ª posição no ranking dos municípios cearenses com maior produto interno bruto e a 19ª posição no ranking de população do estado do Ceará. 
Aracati também é muito internacionalmente conhecida pelas suas praias (Praia de Canoa Quebrada, Praia de Majorlândia, Praia de Quixaba, Praia de Lagoa do Mato e Praia do Retirinho).

## Etimologia
O topônimo Aracati vem da língua tupi. Significa "ar bom, tempo bom", pela junção de ara (ar, tempo) e katu (bom). Conhecida inicialmente no pequeno Arraial de São José dos Barcos do Porto dos Barcos do Jaguaribe, depois elevada à categoria de Vila com o nome de Santa Cruz do Aracati, hoje cidade do Aracati.

## História
Os primeiros habitantes das terras do Aracati, os índios Potyguara, provavelmente entraram em contato com os europeus em 2 de fevereiro de 1500, através do navegador espanhol Vicente Yáñez Pinzón, que aportara no local denominado Ponta Grossa ou Jabarana, segundo o historiador Tomás Pompeu de Sousa Brasil.
Pero Coelho de Souza, durante a expedição contra os franceses que haviam invadido o Maranhão, ergueu, a 10 de agosto de 1603, às margens do Rio Jaguaribe, o Fortim de São Lourenço. A sua permanência deu origem ao povoado de São José do Porto dos Barcos, sucessivamente, Cruz das Almas e Santa Cruz do Aracati.
Aracati tornou-se um ponto de apoio militar. Várias edificações foram construídas: Bateria do Retiro Grande, Presídio da Ponta Grossa, Presídio de Coroa Quebrada, Presídio do Morro de Massaió e outras.
Nos anos 1680, as terras foram concedidas em sesmaria ao militar Capitão Manuel de Abreu Soares, fundador do Sítio Aracati.
Em 10 de fevereiro de 1748, foi elevada à categoria de Vila (ato oficial). Foi chamada de Vila de Santa Cruz do Aracati, ganhando autonomia política. O ato foi oficializado pelo Juiz Ordinário da Vila do Aquiraz João de Freitas Guimarães e pelo Ouvidor-geral Manuel José de Faria. No mesmo ano, foi erguido um pelourinho e empossada a câmara.
O comandante da marinha inglesa Richard Dixon esteve no Aracati em 1829, e relatou que a cidade era constituída de "três igrejas, câmara municipal, cadeia, e 600 habitantes".

### Eleição Municipal de 1844
Os Caranguejos, tendo à frente o Cel. Silvestre Ferreira Caminha, reuniram todo seu pessoal em fila. O mesmo aconteceu com os Chimangos que a ordem do Cel. João Crisóstomo de Oliveira se postaram em fila para que pudessem ser contados para finalizar de uma vez por todas aquela pendenga, que se arrastava sem solução ao lado da Praça da Matriz, ao sol que começava a ficar forte, trazendo fadiga e calor para o povaréu.

### Clima
O município está incluído na área geográfica de abrangência do clima semiárido brasileiro, definida pelo Ministério da Integração Nacional em 2005, que tem critérios o índice pluviométrico, o índice de aridez e o risco de seca.
Levando-se em conta apenas a precipitação, o município possui clima tropical, com pluviosidade média é de 1 024 mm/ano, com período chuvoso de fevereiro a maio, sendo março o mês mais chuvoso, com 264 mm, e setembro/novembro os mais secos, com apenas 5 mm.
| Dados climatológicos para Aracati                                                                  | Dados climatológicos para Aracati | Dados climatológicos para Aracati | Dados climatológicos para Aracati | Dados climatológicos para Aracati | Dados climatológicos para Aracati | Dados climatológicos para Aracati | Dados climatológicos para Aracati | Dados climatológicos para Aracati | Dados climatológicos para Aracati | Dados climatológicos para Aracati | Dados climatológicos para Aracati | Dados climatológicos para Aracati | Dados climatológicos para Aracati |
| Mês                                                                                                | Jan                               | Fev                               | Mar                               | Abr                               | Mai                               | Jun                               | Jul                               | Ago                               | Set                               | Out                               | Nov                               | Dez                               | Ano                               |
| -------------------------------------------------------------------------------------------------- | --------------------------------- | --------------------------------- | --------------------------------- | --------------------------------- | --------------------------------- | --------------------------------- | --------------------------------- | --------------------------------- | --------------------------------- | --------------------------------- | --------------------------------- | --------------------------------- | --------------------------------- |
| Temperatura máxima média (°C)                                                                      | 32,4                              | 31,8                              | 31,1                              | 31                                | 30,8                              | 30,5                              | 30,9                              | 31,6                              | 32,3                              | 32,6                              | 32,7                              | 31,6                              | 31,6                              |
| Temperatura média (°C)                                                                             | 27,9                              | 27,5                              | 27,1                              | 26,9                              | 26,7                              | 26,2                              | 26,2                              | 26,5                              | 27,3                              | 27,6                              | 27,9                              | 27,9                              | 27,1                              |
| Temperatura mínima média (°C)                                                                      | 23,5                              | 23,2                              | 23,2                              | 22,9                              | 22,7                              | 22                                | 21,6                              | 21,5                              | 22,3                              | 22,7                              | 23,1                              | 23,3                              | 22,7                              |
| Precipitação (mm)                                                                                  | 84                                | 148                               | 264                               | 242                               | 147                               | 64                                | 28                                | 7                                 | 5                                 | 6                                 | 5                                 | 24                                | 1 024                             |
| Umidade relativa (%)                                                                               | 76,5                              | 78,6                              | 79,6                              | 80,9                              | 77                                | 74,7                              | 72                                | 69,3                              | 71,1                              | 71,8                              | 72,9                              | 75                                | 74,9                              |
| Fonte: Climate Data e Departamento de Ciências Atmosféricas da UFCG (umidade relativa, 1911-1980). |                                   |                                   |                                   |                                   |                                   |                                   |                                   |                                   |                                   |                                   |                                   |                                   |                                   |

## Educação
Aracati é integrante da CREDE-10 Russas, sendo suas escolas estaduais: Escola Estadual de Ensino Médio Barão de Aracati, Escola Estadual de Ensino Médio Beni Carvalho e Escola Estadual de Ensino Profissionalizante Professora Elsa Maria Porto Costa Lima.
O Município de Aracati conta com um campus da Universidade Estadual do Ceará (UECE), através da Faculdade de Educação e Ciências Integradas do Litoral Leste, com a oferta de dois cursos de graduação, as Licenciaturas em Letras (Português/Inglês) e Matemática. Na rede pública federal, Aracati conta com um campus do Instituto Federal do Ceará (IFCE), com seis cursos técnicos e quatro cursos de ensino superior (Ciência da Computação, Engenharia de Aquicultura, Tecnologia em Hotelaria e Licenciatura em Química).
No setor privado, a principal instituição de ensino superior de Aracati é o Centro Universitário do Vale do Jaguaribe (UNIJAGUARIBE), que oferta 13 cursos presenciais de graduação.

## Saúde
Na saúde, o Município de Aracati conta com o Hospital Municipal Eduardo Dias, o Hospital e Maternidade Santa Luísa de Marillac, a Policlínica Regional Unimed e a UPA 24H. Além disso, a cidade sedia o Consórcio Público de Saúde da Microrregião de Aracati, contando com uma Policlínica Regional e o Centro de Especialidades Odontológicas, tendo atuação também nos Municípios de Fortim, Icapuí e Itaiçaba.